# 自由詩
自由詩（じゆうし、英語: free verse; フランス語: vers libre）とは、音の数や文字数に一定のパターンがなく、また、音韻を踏むなどもしていない、すなわち、押韻や韻律に捉われない、自由な形式で書かれた詩である。定型詩の対義語。
自由詩の概念は、もともとフランスの古典的な詩作法であるアレクサンドラン（十二音綴）からの脱却を企図して起こった「自由韻文詩」に由来する。

## 欧米における自由詩
定型詩の規則に従わない形式の作品は17世紀のフランスから存在し、ジャン・ド・ラ・フォンテーヌの『寓話』などに例が見られる。ただしこの時代の作品は音綴数の異なる伝統的な詩句を、スタンザを排して組み合わせたものであり、脚韻はまだ残っていた。
19世紀後半に入るとフランスで象徴主義が高まり、象徴派の詩人たちは詩句に新たな音楽性を生み出そうとした。すなわち、詩を脚韻など既成の伝統的な韻律法に従わせるのではなく、従来とは別の要素、例えば英語詩などで見られる類音、頭韻法、抑揚などに従う詩作を試みていた。彼らにとって、詩を外在する韻律に従わせるのではなく、内的律動で表現することができる自由詩の発現は革命的な出来事であった。1886年にアルチュール・ランボーの詩集『イリュミナシオン』に「海景」と「運動」という自由詩が掲載され、これがフランスにおける近代自由詩の誕生と見なされる。この象徴主義によるフランス近代自由詩の潮流の中でギュスターヴ・カーン、ジュール・ラフォルグ、フランシス・ヴィエレ＝グリファンらが自由詩を発表している。
他方、イギリスには古くからブランクヴァース（blank verse, 無韻詩）という、規則的な脚韻を持たない弱強五歩格形式の詩が存在していた。この発展形として、1867年にはマシュー・アーノルドの詩集『ドーバー海岸』のような自由詩が生まれている。
アメリカ合衆国では19世紀に入り、近代自由詩の創始者といえるウォルト・ホイットマンが1855年に詩集『草の葉』を刊行したことにより、フランスに先駆けて自由詩が本格的な成立を始めた。『草の葉』では、従来の英語詩の韻律を大胆に排し、行分けの散文が試みられた。
20世紀に入ると、ホイットマンと象徴派の影響を受けたイマジズムによる自由詩が盛んになった。この中心となったのはエズラ・パウンドである。それまでの英語自由詩よりも更に大胆な変革を遂げ、メトロノームのような画一的な拍子を排し、より音楽的なフレージングを重視した詩作を実施している。アメリカ詩壇ではこのほかエイミー・ローウェル、ジョン・グールド・フレッチャーらがイマズジムの旗手とされ、ほかにカール・サンドバーグ、エドガー・リー・マスターズ、ヒルダ・ドゥリトル、さらにイマジズムの影響を受けたウィリアム・カルロス・ウィリアムズ、マリアン・ムーア、E・E・カミングスらが自由詩を書いている。これらイマジズムの影響を受けた詩人たちは、自然なリズムや口語的表現をもつ自由詩を主張している。
イマジズムはイギリスやフランスの詩壇にも影響を与え、イギリスではT・S・エリオットやイーディス・シットウェル、リチャード・オールディントンら、フランスではダダイスムやシュルレアリスムの詩人たちに受け継がれ、それぞれの発展を遂げた。

## 日本における自由詩
日本の詩作においては、欧米の定型詩に比べてそもそも伝統的な韻律や複雑な詩形が存在していなかったため、「自由詩」の持つ意味は欧米のそれとは異なる。
日本の場合は従来の「七五調・五七調」といった旧来の音律数から脱却する動きが自由詩の始まりとされる。明治時代に始まった新体詩は、それまでの和歌（五七五七七）や俳句（五七五）、あるいは漢詩といった定型から離れようとする動きであったが、新体詩でも七・五といった従来の音律数は残ったままで、かつ従来同様に文語が用いられていた。
こうした中、1907年（明治40年）に発表された川路柳虹の口語詩「塵溜」は、新体詩の定型からも脱却し、かつ日常語の感覚を取り入れた作品であり、ここから日本における自由詩（口語自由詩）が始まったとされる。川路の試みは当初は賛否両論を引き起こしたが、やがて支持が拡大し、数年のうちに追随者が続出して日本の詩人の大多数が口語自由詩の形式を取るようになった。相馬御風、河井醉茗、服部嘉香らが口語自由詩の推進者として挙げられる。
大正時代に入り、萩原朔太郎の出現により日本の自由詩は完成したとされる。萩原は『青猫』附録の論文「自由詩のリズムに就て」で、
と述べ、「旋律的な美」が「自由詩の境地」であるとしている。

### 『詩と詩論』運動
ただし、旧来の音律を捨てて規則や拘束を排したことで、単なる「行分けした散文」のような文章が詩と見なされることもあった。昭和初期の『詩と詩論』運動はこの状況に対抗して発生したものである。
三好達治は昭和三十七年の『定本　三好達治全詩集』の「巻後に」で次のように書いている。
詩人の辻征夫は、上記にて三好のいう「峠」は萩原朔太郎『月に吠える』（大正六年）、『青猫』（大正十二年）を指していることは間違いないとしている。さらに、三好と同世代の詩人の多く（昭和三年創刊の「詩と詩論」のメンバー、安西冬衛、北川冬彦、竹中郁、春山行夫、吉田一穂、西脇順三郎、瀧口修造）は、三好とは正反対の立場――すなわち朔太郎以後の詩は「なりゆきまかせ」の「頽落期」となったのではなく、朔太郎を近代詩の終焉とみなし、みずからを新しい詩、「現代詩」のパイオニアと考える立場に立ったという。（三好達治は安西、北川、春山と同じく「詩と詩論」の第一期の同人に名を連ね、第一詩集『測量船』（昭和五年）もこの範疇に入ると言ってよいが、それ以降、三好は「現代詩」の潮流とは別の独自の道を歩いて生涯を終える。）
『詩と詩論』運動を経て日本の自由詩は「現代詩」と呼ばれるようになった（これに対し、現代詩以前の作品を近代詩とする）。
現在の日本において俳句や短歌と区別して「詩」と呼ぶ場合、この現代詩を指して「詩」と呼ぶのが一般的である。自由詩という場合も現代口語を用いた口語自由詩を指すことが多く、現代詩と同義となっている。
なお、散文詩は自由詩とは異なる概念である。